# Amblygaster
Amblygaster – rodzaj ryb śledziokształtnych z rodziny śledziowatych (Clupeidae).

## Występowanie
Gatunki należące do tego rodzaju występują w wodach zachodniego Oceanu Spokojnego oraz w Oceanie Indyjskim.

## Klasyfikacja
Gatunki zaliczane do tego rodzaju:
- Amblygaster clupeoides Bleeker, 1849
- Amblygaster indiana Mary, Balasubramanian, Selvaraju & Shiny, 2017
- Amblygaster leiogaster (Valenciennes, 1847)
- Amblygaster sirm (Walbaum, 1792)